# Петров, Эдуард Викторович
Эдуа́рд Ви́кторович Петро́в (род. 16 апреля 1974, Москва, РСФСР, СССР) — российский телевизионный журналист, телеведущий, заместитель директора — начальник службы выпуска правовых программ ДИП «Вести» Объединённой дирекции информационных программ ВГТРК. Наибольшую известность получил как автор и ведущий телевизионной передачи «Честный детектив» на телеканале «Россия».

## Биография
Родился 16 апреля 1974 года в Курске.
Учился на факультете журналистики МГУ.
Работу в СМИ начал как корреспондент на радиостанции «Авторадио». Первым редакционным заданием стал выезд на происшествие на Дмитровском шоссе, где загорелся троллейбус. На телевидении начал свою деятельность в 1993 году у Льва Новожёнова как криминальный корреспондент телевизионной программы «Времечко» (производство АТВ, канал-вещатель — 4-й канал Останкино, с 1994 года — НТВ, с 1997 года — ТВ Центр).
В сентябре 1998 года начал работать криминальным корреспондентом в программе «Сегоднячко» на канале НТВ. С весны 2000 года работал корреспондентом Службы информации НТВ — в программах «Сегодня», «Профессия — репортёр» и «Итоги». Также работал в горячих точках.
В январе 2001 года, незадолго до смены собственника у НТВ и событий 14 апреля 2001 года, перешёл работать на телеканал «Россия» (РТР). С 2001 года — специальный корреспондент Дирекции информационных программ телеканала «Россия», работал в программах «Вести» и «Вести недели».
С февраля 2003 по июнь 2016 года — автор и ведущий публицистической программы «Честный детектив» на канале «Россия». Эта программа отличалась от похожих прежде всего тем, что преступления в ней расследовались по схемам работы следственной группы. С октября 2016 года передача выходит под названием «Расследование Эдуарда Петрова» на том же канале, с января 2017 года на канале «Россия-24».
С 2006 года — также руководитель правовой телепрограммы «Вести. Дежурная часть».

## Награды и премии
- Премия ФСБ России (номинация «Телевизионные и радиопрограммы», 2006) — за документальный фильм «Двойной агент».
- Лауреат конкурса «СМИ против преступности, терроризма и коррупции» (2006), который проводился при поддержке Комитета Совета Федерации по обороне и безопасности, Комитета по правовым и судебным вопросам, а также пресс-службы Совета Федерации[18][17].
- Награда Московского городского суда (2012) — как журналист СМИ, освещающий деятельность судов[19].
- Орден Дружбы (12 мая 2016) — за большие заслуги в развитии телевидения и радиовещания, многолетнюю плодотворную деятельность[20]
- Орден Почёта (11 июля 2021) — за большой вклад в развитие средств массовой информации и многолетнюю плодотворную деятельность[21]

## Общественная деятельность
Входит в состав Общественного совета при Следственном комитете Российской Федерации и Общественного совета при ФСИН России.

## Личная жизнь
Женат. Супруга (с 2001 года) — Татьяна Игоревна Петрова (дев. Забабахина) (р. 1978), внучка учёного Евгения Забабахина, выпускница факультета журналистики МГУ 2000 года, ведущая телевизионной программы «Вести. Дежурная часть». Познакомилась с Эдуардом, будучи корреспондентом программы «Времечко». Имеет сына Никиту (р. 02.07.2005).